# Villavieja (Kolumbien)
Villavieja ist eine Gemeinde (municipio) im Departamento Huila in Kolumbien. Auf dem Gebiet der Gemeinde Villavieja liegt die Tatacoa-Wüste.

## Geographie
Villavieja liegt im Norden von Huila in der Subregion Subnorte auf einer Höhe von 430 Metern am Río Magdalena, 40 km von Neiva entfernt. Villavieja hat eine Jahresdurchschnittstemperatur von 28 °C. An die Gemeinde grenzen im Norden Natagaima in Tolima, im Nordosten Alpujarra in Tolima, im Osten Baraya, im Süden Tello und im Westen Aipe. Villavieja gehört zur inoffiziellen aber de facto existierenden Metropolregion Neiva. 

## Bevölkerung
Die Gemeinde Villavieja hat 7357 Einwohner, von denen 2389 im städtischen Teil (cabecera municipal) der Gemeinde leben. In der Metropolregion leben 499.618 Menschen (Stand: 2022).

## Geschichte
Im Yacará-Tal, heute als Villavieja bekannt, befanden sich bei der Ankunft der Spanier Dörfer der indigenen Völker Doches und Totoyoes. Die Konquistadoren Gonzalo Jiménez de Quesada (von Norden) und Sebastián de Belalcázar von Süden kamen 1538 und 1539 auf der Suche nach El Dorado in das Tal des heutigen Huila. Quesada nannte das Tal Valle de las tristezas (Tal der Traurigkeiten). Belalcázars Einmarsch war durch große Gewalttätigkeit gegenüber den indigenen Völkern geprägt. Er erkannte die Bedeutung des Tals als Verbindungsroute nach Quito und Popayán und gründete das heutige Timaná als erste spanische Siedlung im heutigen Huila. Die Besiedlung der Region durch die Spanier war umkämpft und nicht alle Versuche von Stadtgründungen waren erfolgreich. Die erste spanische Ortsgründung, auf die das heutige Villavieja zurückgeht, erfolgte an der Stelle einer indigenen Siedlung und wird auf das Jahr 1550 datiert. Ab 1613 ist der heutige Name belegt.

## Wirtschaft
Die wichtigsten Wirtschaftszweige von Villavieja sind Landwirtschaft (es werden Reis, Sorghumhirse und Baumwolle sowie Obst und Gemüse angebaut), die aufgrund der großen Trockenheit der Region jedoch mühselig ist, und Tourismus (Tatacoa-Wüste und Paläontologisches Museum), der an der schlecht ausgebauten Infrastruktur leidet.